# Boissy-Saint-Léger
|  | Per a altres significats, vegeu «cantó de Boissy-Saint-Léger». |

Boissy-Saint-Léger és un comú francès al departament de la Val-de-Marne i a la regió d'Illa de França. Forma part del cantó de Plateau briard i del districte de Créteil. I des del 2016, de la divisió Grand Paris Sud Est Avenir de la Metròpoli del Gran París.